# OK Computer
OK Computer е третият албум на британската група Рейдиохед. Излиза на пазара през лятото на 1997. Първият сингъл от албума е „Paranoid Android“, следват „Karma Police“, „No Surprises“ и „Climbing Up The Walls“. OK Computer безспорно е най-значимият албум на групата. Още след издаването си е приет добре от критиката. През 1998 печели Грами за най-добър алтернативен албум. Ok Computer е неотменна част в челните позиции на множество класации за най-добър албум правен някога.

## Списък на песните в албума
1. „Airbag“ – 4:44
2. „Paranoid Android“ – 6:23
3. „Subterranean Homesick Alien“ – 4:27
4. „Exit Music (For a Film)“ – 4:25
5. „Let Down“ – 4:59
6. „Karma Police“ – 4:22
7. „Fitter Happier“ – 1:57
8. „Electioneering“ – 3:51
9. „Climbing Up the Walls“ – 4:45
10. „No Surprises“ – 3:49
11. „Lucky“ – 4:20
12. „The Tourist“ – 5:25